# Get Up! (album de Ben Harper)
Pour les articles homonymes, voir Get Up.
Albums de Ben Harper
Give Till It's Gone
(2011) Childhood Home
(2014)
Get Up! est le onzième album de Ben Harper. Il est sorti le 28 janvier 2013 en version CD, vinyle, digital et CD+DVD et a remporté en 2014 le Grammy Award du meilleur album de blues. Dans cet album, Ben Harper a collaboré avec le bluesman Charlie Musselwhite à l'harmonica.

## Titres
| No  | Titre                                           | Durée |
| --- | ----------------------------------------------- | ----- |
| 1.  | Don't Look Twice                                | 3:12  |
| 2.  | I'm In I'm Out And I'm Gone                     | 4:36  |
| 3.  | We Can't End This Way                           | 3:34  |
| 4.  | I Don't Believe A Word You Say                  | 3:16  |
| 5.  | You Found Another Lover (I Lost Another Friend) | 4:12  |
| 6.  | I Ride At Dawn                                  | 4:41  |
| 7.  | Blood Side Out                                  | 2:51  |
| 8.  | Get Up!                                         | 6:16  |
| 9.  | She Got Kick                                    | 2:56  |
| 10. | All That Matters Now                            | 4:53  |

| 11. | Don't Look Twice (The Machine Shop Session)                                | 3:04 |
| 12. | All That Matters Now (The Machine Shop Session)                            | 5:37 |
| 13. | You Found Another Lover (I Lost Another Friend) (The Machine Shop Session) | 4:21 |
| 14. | I'm In, I'm Out, I'm Gone (The Machine Shop Session)                       | 6:57 |
| 15. | I Don't Believe a Word You Say (The Machine Shop Session)                  | 3:23 |